# Трн
43°00′ пн. ш. 17°29′ сх. д. / 43.00° пн. ш. 17.48° сх. д.
Трн (хорв. Trn) — населений пункт у Хорватії, в Дубровницько-Неретванській жупанії у складі громади Сливно.

## Населення
Населення за даними перепису 2011 року становило 189 осіб.
Динаміка чисельності населення поселення: